# Emanuel Xavier

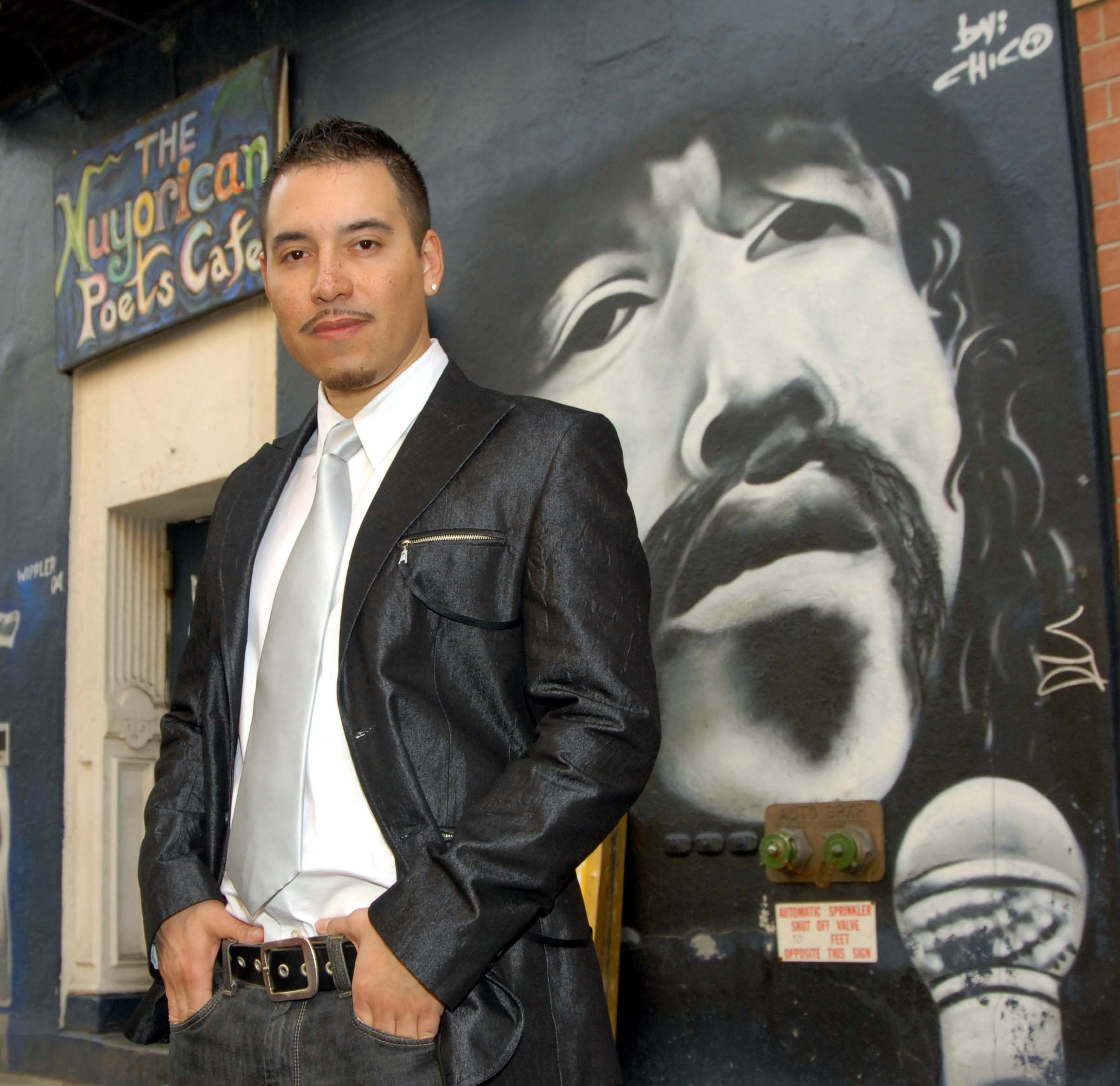
Emanuel Xavier by Derek Storm

Emanuel Xavier (* 3. Mai 1971 in Brooklyn, New York City, USA) ist ein US-amerikanischer Lyriker und einer der wichtigsten Poetry-Slammer der USA sowie LGBT-Aktivist und Aktivist gegen die Obdachlosigkeit von Jugendlichen, speziell von Minderheiten. Weltweit ist er mit seiner Lyrik auf Poetry Slams aufgetreten.

## Werdegang
Xavier, puerto-ricanischer und ecuadorianischer Abstammung, wurde nach seinem Coming Out von seiner Mutter des Hauses verwiesen und lebte zunächst obdachlos auf der Straße, wo er sich als Dealer, Prostituierter und Callboy verdingte. Er fand dann eine Anstellung als Verkäufer in einer schwulen Buchhandlung. Die Arbeit mit Büchern inspirierte ihn, sich mit Literatur und Poesie zu beschäftigen und er verfasste Gedichte, die er als Poetry Slammer öffentlich vortrug.
1997 erschien sein erster eigener Gedichtband „Pier Queen“, den er im Selbstverlag druckte und der in der New Yorker Subkulturszene großen Anklang fand. Eine Neuauflage erschien 2012. Seitdem ist Xavier als Lyriker und Poetry-Slammer, gelegentlich auch als Schauspieler in Independent-Produktionen, tätig.
2005 wurde er durch einen Überfall einer homophob konnotierten Jugendgang sehr schwer verletzt und verlor die Hörfähigkeit auf dem rechten Ohr. Gerade dieses Erlebnis aber brachte ihn dazu, gegen Homophobie und Obdachlosigkeit anzukämpfen.
Viele Fernsehauftritte, auch bei HBO und unzählige Auftritte als Poetry-Slammer in den gesamten USA, machten ihn ab den 2000er-Jahren im ganzen Land bekannt.
Einige seiner Gedichte wurden ins Spanische, Französische und Rumänische übersetzt. Außerdem ist er Herausgeber von Latino- und Homosexuellen-Anthologien.
Als Poetry-Slammer trat er im Ausland unter anderem in Buenos Aires, Guayaquil, Paris, London und Gent auf.
2008 erhielt er den World Pride Award. Emanuel Xavier lebt in Brooklyn.

## Werk (Auswahl)
- Pier Queen, 1997, Neuauflage 2012, Lyrik.
- If Jesus were gay and other Poems, Lyrik, 2010.
- Americano: Growing up gay and latino in the USA, 2012, Erzählband.
- Nefarious, Lyrik, 2013.